# Quernes
Quernes (flämisch: Kernes) ist eine französische Gemeinde mit 429 Einwohnern (Stand: 1. Januar 2022) im Département Pas-de-Calais in der Region Hauts-de-France. Sie gehört zum Arrondissement Béthune und zum Kanton Aire-sur-la-Lys (bis 2015: Kanton Norrent-Fontes). 

## Geographie
Quernes liegt etwa 21 Kilometer westnordwestlich von Béthune. Umgeben wird Quernes von den Nachbargemeinden Witternesse im Norden und Westen, Lambres im Nordosten, Mazinghem im Osten, Rombly im Südosten, Linghem im Süden sowie Liettres im Westen und Südwesten.

## Bevölkerungsentwicklung
| Jahr                      | 1962 | 1968 | 1975 | 1982 | 1990 | 1999 | 2006 | 2013 |
| Einwohner                 | 331  | 324  | 332  | 360  | 466  | 469  | 456  | 481  |
| Quelle: Cassini und INSEE |      |      |      |      |      |      |      |      |

## Sehenswürdigkeiten

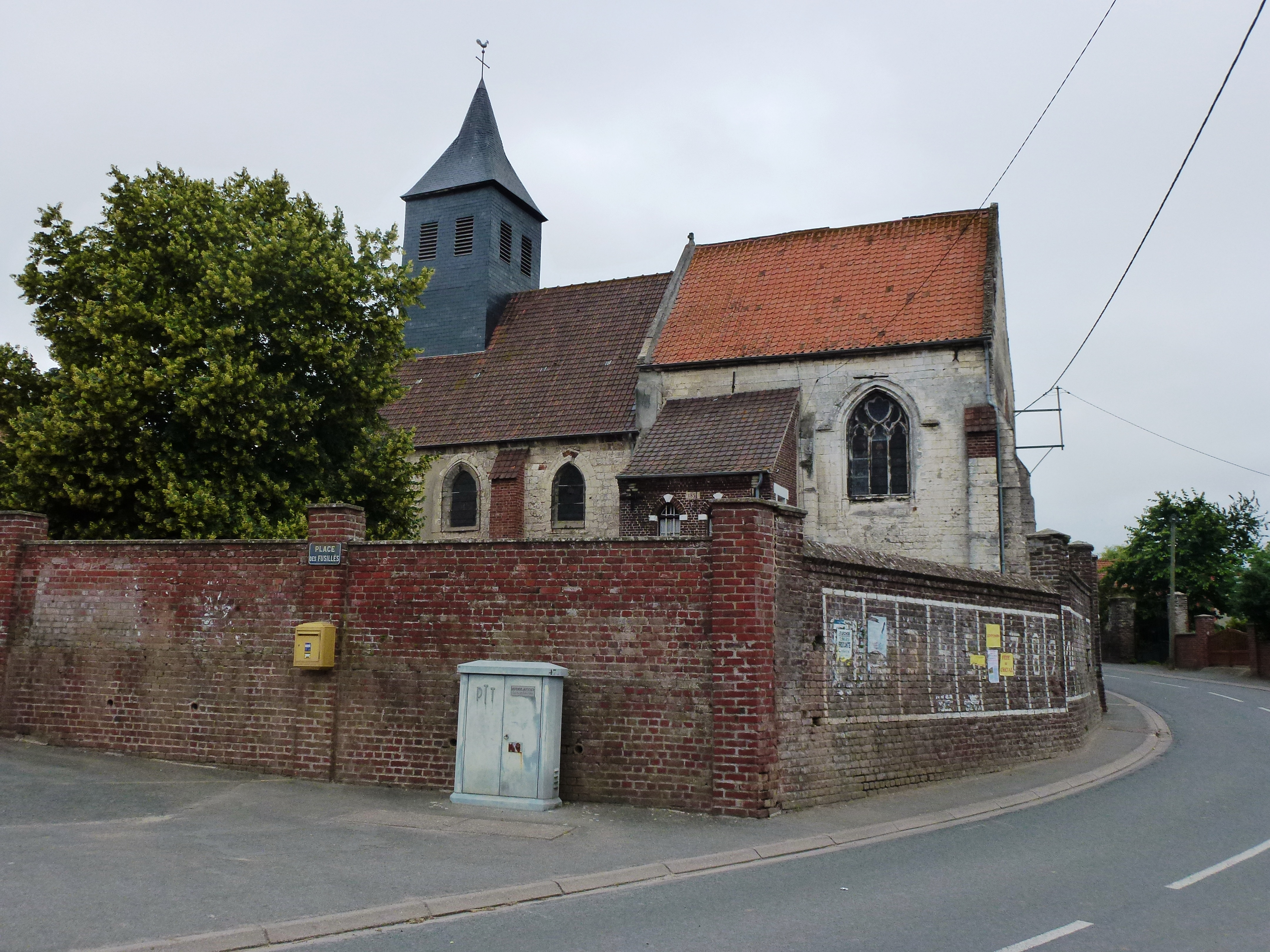
Kirche Saint-Omer

- Kirche Saint-Omer
- Mühle